# Stenoonops cletus
Stenoonops cletus là một loài nhện trong họ Oonopidae.
Loài này thuộc chi Stenoonops. Stenoonops cletus được Arthur M. Chickering miêu tả năm 1969.